# Erigeron speciosus
Erigeron speciosus là một loài thực vật có hoa trong họ Cúc. Loài này được (Lindl.) DC. mô tả khoa học đầu tiên năm 1836.